# 巴爾甘敦 (新澤西州)
巴爾甘敦（英語：Bargantown）是位於美國新澤西州大西洋縣的普查規定居民點。

## 人口
根據2020年美國人口普查的數據，巴爾甘敦的面積為6.60平方千米，皆為陸地。當地共有人口5360人，而人口密度為每平方千米812.12人。